# Todeserklärung
Die Todeserklärung ist ein richterlicher Beschluss, wonach ein verschollener Mensch vor der Rechtsordnung als verstorben anzusehen ist.
Sie darf nicht mit Todesfeststellung verwechselt werden.

## Rechtsgrundlagen
Rechtliche Grundlage für die Todeserklärung ist in Deutschland das Verschollenheitsgesetz (VerschG) und in Österreich das Todeserklärungsgesetz (TEG), die beide auf dem Reichsgesetz über die Verschollenheit, die Todeserklärung und die Feststellung der Todeszeit vom 4. Juli 1939 beruhen und weitgehend inhaltsgleich sind. Für die Streitigkeiten bei Todeserklärungen ist in Deutschland das Verfahren der freiwilligen Gerichtsbarkeit (§ 48 Abs. 1 FamFG, § 13 VerschG) und in Österreich das Verfahren außer Streitsachen anzuwenden.
In der Schweiz enthalten die Artikel 35 bis 38 des Zivilgesetzbuches die Regeln zur Verschollenheit. In Liechtenstein ist diese in Artikel 54 bis 57 des Personen- und Gesellschaftsrechts, die den Schweizer Bestimmungen ähneln, geregelt. 

## Todesvermutung
In der Regel wird der Tod eines Menschen im Totenschein festgehalten. Jedoch kann bei verschollenen Personen deren Tod nicht mit Sicherheit nachgewiesen werden. Mit voranschreitender Zeit der Verschollenheit wächst jedoch die Vermutung des Todes; die Todeserklärung bestätigt diese Vermutung.
Verschollen ist, wessen Aufenthalt während längerer Zeit unbekannt ist, ohne dass Nachrichten darüber vorliegen, ob er in dieser Zeit noch gelebt hat oder gestorben ist, sofern nach den Umständen hierdurch ernstliche Zweifel an seinem Fortleben begründet werden (§ 1 Abs. 1 VerschG). Sind über das Schicksal des Betroffenen keine Nachrichten zu erlangen, so rechtfertigt dies die Annahme einer Nachrichtenlosigkeit im Sinne des VerschG nur, wenn Nachrichten nach Lage der Dinge zu erwarten gewesen wären. Dies bedarf insbesondere in den Fällen eines möglichen „Aussteigens“ oder „Untertauchens“ des Betroffenen einer näheren Prüfung. Verschollen ist nicht, wessen Tod nach den Umständen nicht zweifelhaft ist (§ 1 Abs. 2 VerschG).
Falls eine Todeserklärung aus diesem Grund unzulässig ist, eine Eintragung im Sterberegister aber nicht erfolgt, so kann beantragt werden, den Tod und den Zeitpunkt des Todes durch gerichtlichen Beschluss festzustellen. Durch Todeserklärung wird die Rechtsfähigkeit jedoch nicht beendet, sie begründet allerdings eine widerlegbare Vermutung des Todeseintritts (§ 9 Abs. 1 VerschG). Für Todeserklärungen und Verfahren bei Feststellung der Todeszeit sind die deutschen Gerichte zuständig (§ 12 Abs. 1 VerschG), wenn der Verschollene Deutscher ist oder seinen gewöhnlichen Aufenthalt im Inland hatte.
Mit Todeserklärung kann in Österreich das Verlassenschaftsverfahren beginnen. War jedoch die Todeserklärung falsch, muss eine Aufhebung der Todeserklärung ausgesprochen werden. Dann ist es grob unbillig, das Verlassenschaftsverfahren fortzusetzen, obwohl der Erblasser noch lebt.